# The Soul Market
The Soul Market er en amerikansk stumfilm fra 1916 af Francis J. Grandon.

## Medvirkende
- Olga Petrova som Elaine Elton.
- Arthur Hoops som Oscar Billings.
- John Merkyl som Jack Dexter.
- Fritz De Lint som Dick Gordon.
- Fraunie Fraunholz som Griggs.